# Theklakapelle (Landshut)

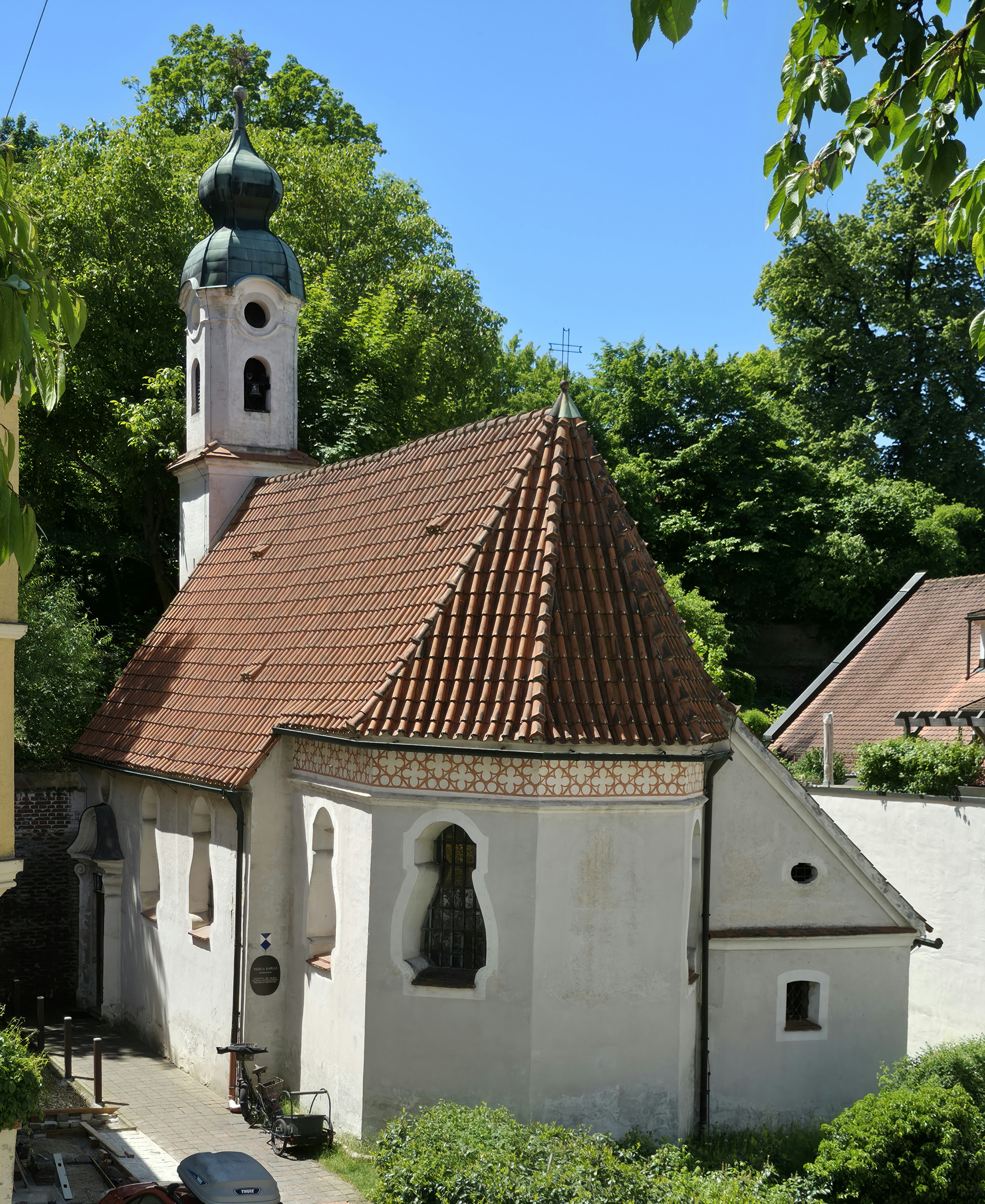
Außenansicht der Theklakapelle

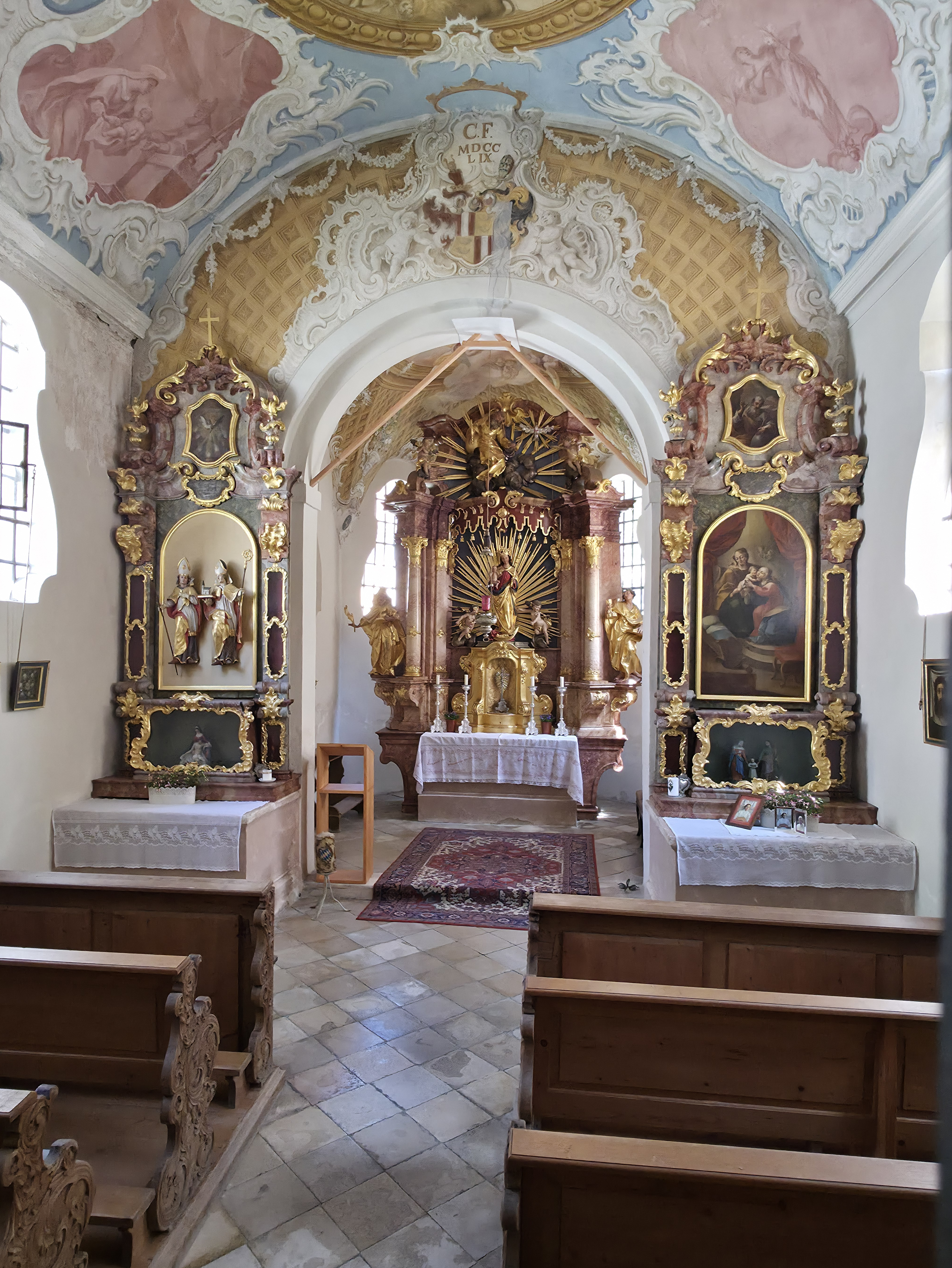
Innenansicht der Theklakapelle

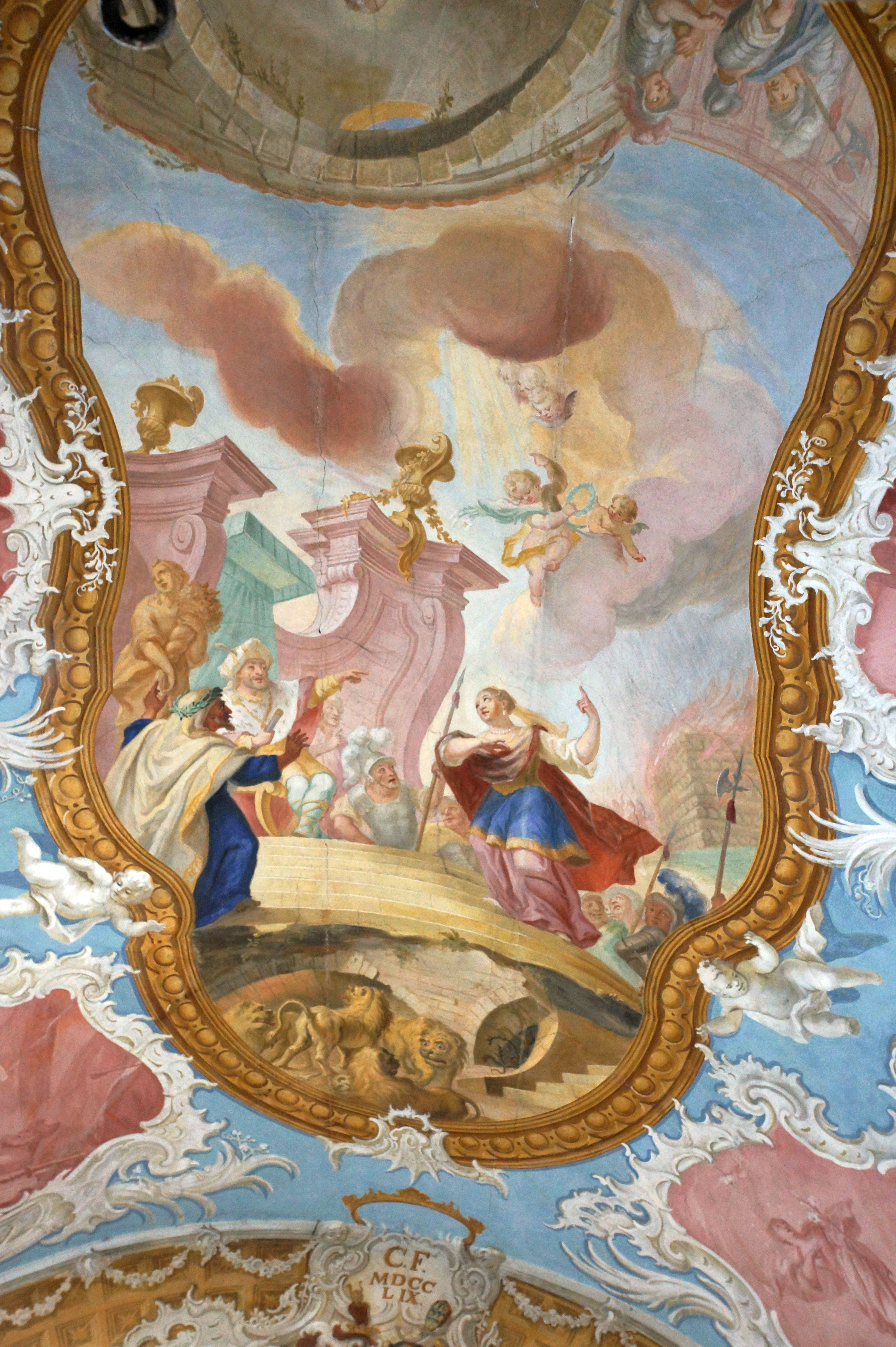
Deckenfresko mit Szenen aus dem Leben der heiligen Thekla

Die Theklakapelle ist eine Nebenkirche der Pfarrei St. Martin in der niederbayerischen Stadt Landshut.

## Geschichte
Ritter Wilhelm von Fraunhofen, Hofmeister des Herzogs Heinrich des Reichen von Bayern-Landshut, ließ die Kapelle im Jahr 1426 oberhalb der südlichen Altstadt am Aufstieg zu der auf dem Hofberg gelegenen Burg Trausnitz errichten. Sie wurde zunächst im spätgotischen Stil erbaut und unter dem Namen Maria Ach der heiligen Jungfrau Maria geweiht. Im Laufe der Zeit entwickelte sich eine Wallfahrt zu der Kapelle, die erst mit der Säkularisation Anfang des 19. Jahrhunderts zum Erliegen kam.
Ab 1754 wurde die Theklakapelle unter der Leitung des berühmten Landshuter Bildhauers Christian Jorhan d. Ä. im Barockstil umgestaltet. Im Zuge dessen erhielt sie das Patrozinium der heiligen Thekla (Gedenktag: 23. September). Da die Kirche noch bis 1957 in Besitz der Adelsfamilie von Soden-Fraunhofen war, entging sie dem Abriss im Zuge der Säkularisation.
1975 wurde die Kapelle restauriert. Dabei wurde unter anderem ein neues Gestühl eingebaut, das mit den Barockwangen aus der Mitte der 1970er Jahre abgebrochenen, alten Pfarrkirche von Hohenthann versehen wurde.

## Architektur
Bei der Theklakapelle handelt es sich um einen einfachen, dreijochigen Saalbau, dessen einjochiger, geosteter Chor in drei Seiten schließt. Der Chor, an den nördlich die Sakristei angebaut ist, besitzt einen umlaufenden Dachfries. Dieser ist mit einem für die Landshuter Bauhütte typischen Muster bemalt und stammt noch aus spätgotischer Zeit. Der Oberbau des Westturmes und die Fenster wurden dagegen barock überformt.

## Ausstattung

### Altäre
Der Hochaltar wurde nach einer Entwurfszeichnung Christian Jorhans d. Ä. von 1754 gefertigt und enthält an zentraler Position die original gotische Marienfigur, die von Wilhelm von Fraunhofen gestiftet worden war. Die Seitenfiguren des Evangelisten Johannes und der heiligen Thekla (rechts) wurden von Jorhan persönlich geschaffen. Die beiden Seitenaltäre stammen aus der Zeit um 1759.

### Deckengemälde
Bemerkenswert ist auch die dekorative Ausmalung, die von dem großen Deckenfresko im Langhaus dominiert wird. Es zeigt Szenen aus dem Leben der Kirchenpatronin Thekla. Ein Motiv zeigt ihre Taufe durch den heiligen Paulus. In einem weiteren erkennt man ein Verhör vor dem Richter, nachdem sie die Ehe mit einem Heiden verweigert hatte. Zu beiden Seiten des Hauptgemälde befinden sich kleine, (rosafarben) Ton-in-Ton gemalte Medaillons mit Szenen aus dem Leben der heiligen Maria. Das Deckengemälde im Presbyterium stellt die Krönung Mariens dar. Am Chorbogen ist eine reich verzierte Wappenkartusche mit der Inschrift „C. F. MDCCLIX“ (= Carl [von] Fraunhofen, 1759) angebracht.

### Orgel
Die Orgel der Theklakapelle wurde 1759 von dem Landshuter Orgelbauer Johann Schweinacher errichtet. Es handelt sich somit um die älteste noch erhaltene Orgel Landshuts. Das einmanualige Schleifladeninstrument mit mechanischen Spiel- und Registertrakturen umfasst fünf Register, die in einem barocken Positiv an der Brüstung der Westempore untergebracht sind. Der unter Denkmalschutz stehende Prospekt wurde von Christian Jorhan d. Ä. entworfen. Das Instrument wurde 1976 von dem Landshuter Orgelbauer Ekkehard Simon restauriert. Es besitzt folgende Disposition:
| Manual CDEFGA–c3 |       |
| Copel            | 8′    |
| Flöte            | 8′    |
| Principal        | 4′    |
| Octav            | 2′    |
| Mixtur II        | 1 ⁄3′ |